# Per... un mondo di cristallo
Per... un mondo di cristallo è il primo ed unico album del gruppo rock progressivo Raccomandata Ricevuta di Ritorno, pubblicato nel 1972.

## Il disco
Per... un mondo di cristallo è un disco rock progressivo con contaminazioni folk e jazz.
Le musiche sono state scritte dal chitarrista Nanni Civitenga e arrangiate dai Raccomandata Ricevuta di Ritorno, e i testi sono stati scritti da Marina Comin, moglie del produttore Pino Tuccimei. È un concept album,

## Tracce
Lato A
- 1. Nulla (1:04)
- 2. Su una rupe (5:13)
- 3. Il mondo cade su di me (6:48)
- 4. Nel mio quartiere (3:53)

Lato B
- 5. L'ombra (3:38)
- 6. Un palco di marionette (10:05)
- 7. Sogni di cristallo (6:33)

## Formazione
- Luciano Regoli: voce, chitarra acustica
- Giovanni Civitenga: chitarra acustica, chitarra elettrica, chitarra a 12 corde
- Stefano Piermarioli: tastiere
- Francesco Froggio Francica: batteria, percussioni
- Manlio Zacchia: basso, contrabbasso
- Damaso Grassi: sassofono tenore, flauto